# 2345.com
2345.com (SZSE: 002195) は、2005年に設立された中国のウェブディレクトリ。中国で2番目に広く使われているウェブディレクトリである。アレクサにおいて、中国で47位、全世界で419位にランクしている。中国の北京にある Abitcool China Inc. にホストされている。